# Javāher Deh
Javāher Deh (persiska: جواهر ده) är en ort i Iran.   Den ligger i provinsen Mazandaran, i den norra delen av landet, 150 km nordväst om huvudstaden Teheran. Javāher Deh ligger 1 847 meter över havet och antalet invånare är 170.
Terrängen runt Javāher Deh är mycket bergig.Runt Javāher Deh är det ganska tätbefolkat, med 116 invånare per kvadratkilometer. Närmaste större samhälle är Ramsar, 17,6 km öster om Javāher Deh. I omgivningarna runt Javāher Deh växer i huvudsak blandskog.